# St. Peter und Paul (Tann)

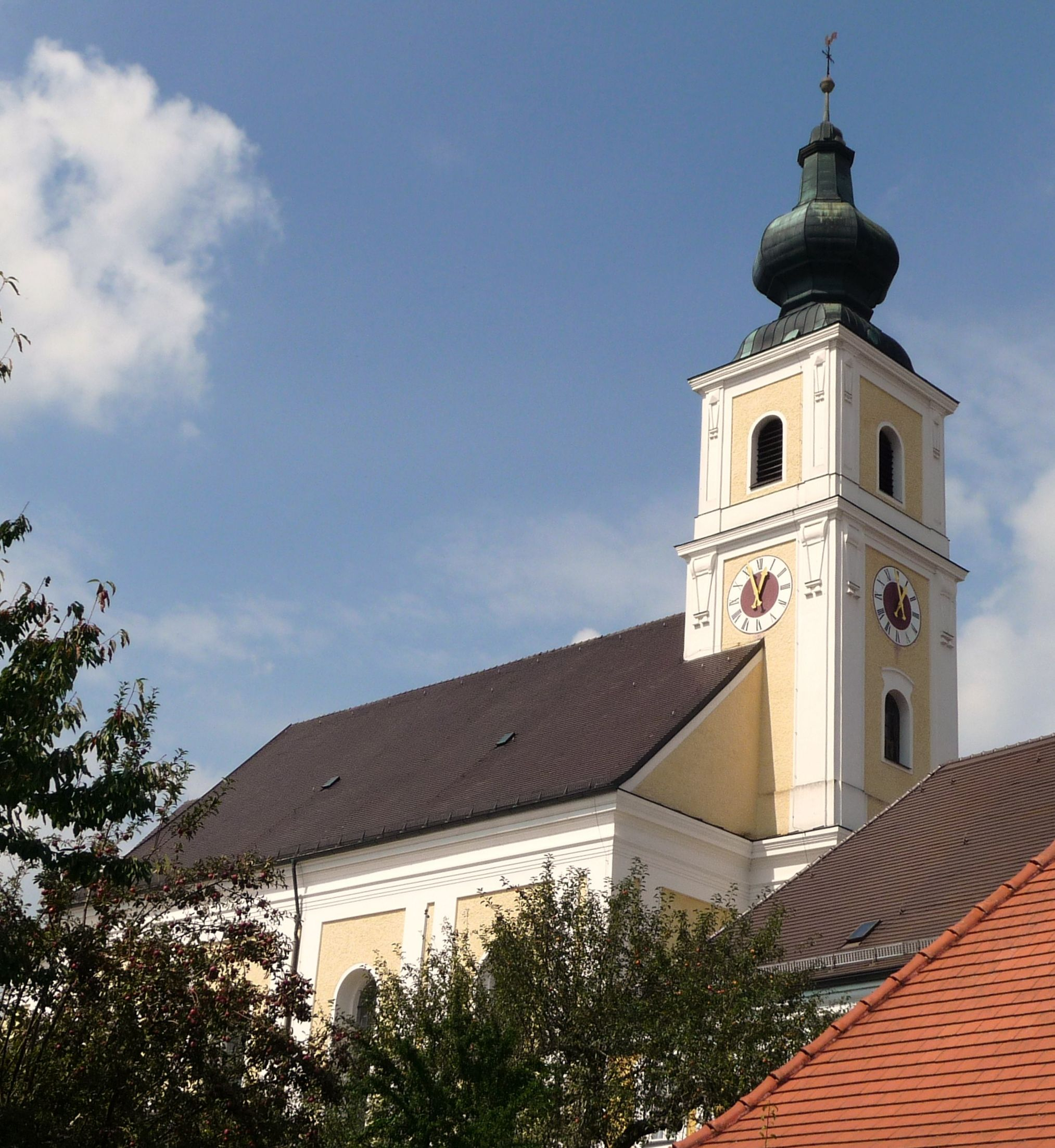
Pfarrkirche St. Peter und Paul in Tann

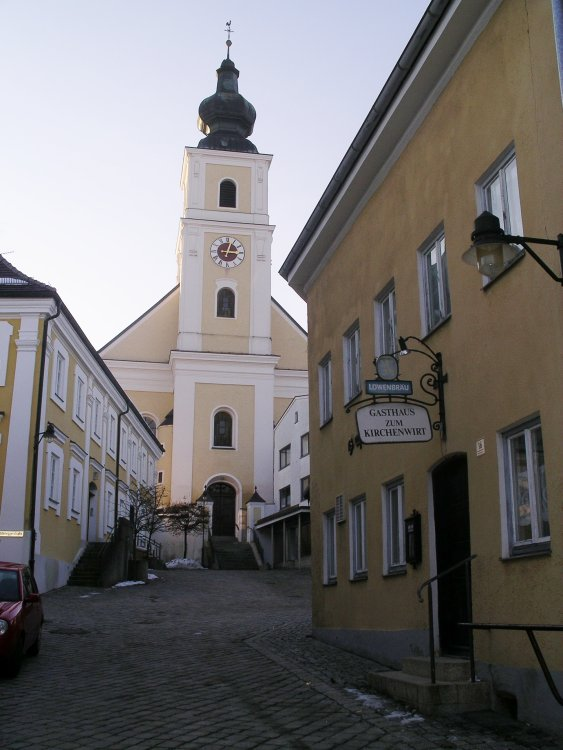
Pfarrkirche Tann

Die katholische Pfarr- und Wallfahrtskirche St. Peter und Paul liegt in der niederbayerischen Gemeinde Tann im Landkreis Rottal-Inn (Kirchengasse 15).

## Geschichte
Die Kirche war ursprünglich eine Filialkirche der Pfarrei Zimmern, mit der sie die frühere Geschichte teilt. Beide Kirchen gehörten zum Erzbistum Salzburg und ursprünglich zur Pfarrei Stammham. Durch die Edlen von Tann und die Grafen von Leonberg erhielt die Kirche in Zimmern reichlich Grundbesitz. Dies war die Voraussetzung dafür, dass Zimmern zusammen mit Tann aus dem Pfarrverband Stammheim ausscheiden und zu einer eigenen Pfarrei gemacht werden konnten. Am 20. Juli 1316 schenkte Graf Heinrich VII. von Leonberg seine Besitzungen zu Zimmern und Tann der von seinem Großvater gegründeten Deutschordenskommende Gangkofen und fortan gehörte auch die Kirche zu Tann der Kommende.
1812 wurden Zimmern und Tann dem Bistum Passau einverleibt. Tann wurde aber erst 1849 zu einer selbständigen Pfarrei. Diese gehört nach der Aufhebung des Dekanats Zimmern seit 1977 zu dem im Bistum Passau gelegenen Dekanat Simbach.

## Architektur
Die Kirche ist eine einschiffige nach Westen ausgerichtete Saalkirche mit eingezogenem Chor und einem Ostturm in der Mittelachse. Die klassizistische Ausstattung fertigte zwischen 1798 und 1801 Maurermeister Martin Desch aus Pfarrkirchen.
Die zum Kirchenensemble gehörende Friedhofsmauer ist mit einem Korbbogentor und einem Giebelaufsatz aus dem 18. Jahrhundert ausgestattet.

## Ausstattung
Die Ausstattung, unter anderem mit einem der größten Marmoraltäre des Bistums Passau, verdankt sich der seit 1697 stattfindenden Wallfahrt zum Herrgott von Tann, einem der Legende nach wundertätigen Kruzifix und dem Tanner Wahrzeichen. Dieses Kruzifix war zeitweise eines der bedeutendsten Pilgerziele Altbayerns. Seit 2007 werden im September in zeitlicher Nähe zum Fest Kreuzerhöhung (14. September) wieder regelmäßig Wallfahrtstage angeboten.
Die aus dem 18. Jahrhundert stammende Krippe zeigt mit zahlreichen, aber zum Teil schlecht erhaltenen Figuren vier wechselnde Szenen: Verkündigung – Herbergssuche – Geburt Christi – Anbetung der Könige.